# Epigynopteryx barbaria
Epigynopteryx barbaria là một loài bướm đêm trong họ Geometridae.